# Suomi-Filmis soldatsketch 1: I skämtets tecken
Suomi-Filmis soldatsketch 1: I skämtets tecken (finska: Suomi-Filmin sotilaspila 1: Leikki sijansa saakoon) är en finländsk propagandafilm från 1940, skriven av Tatu Pekkarinen och Matti Jurva. Filmen är en av Suomi-Filmis fyra soldatsketcher från andra världskriget. Matti Jurva och Kosti Aaltonen innehar filmens huvudroller.